# A-33 (航空機)
8A-5 / A-33
飛行するA-33-DO (撮影年不詳)
- 用途：対地攻撃機
- 分類：攻撃機
- 設計者：(ジョン・クヌーセン・ノースロップ)
- 製造者：ダグラス・エアクラフト社
- 運用者： アメリカ陸軍航空隊　ほか
- 生産数：36機
- 退役：1944年（アメリカ陸軍航空軍）
- 運用状況：退役
- 原型機：A-17

A-33（Douglas A-33 ）は、アメリカ合衆国のダグラス社が開発し、アメリカ陸軍航空隊で運用された攻撃機。ダグラス社や輸出先では8A-5と呼ばれた。

## 概要
ノースロップ社が開発したA-17攻撃機の改良型で、ノースロップ社を吸収したダグラス社が新たに開発した。第二次世界大戦中に小数機が生産された。A-17より強力なエンジンと爆弾搭載量が増加した。当初は輸出市場を対象として開発されたものであったが、輸出されたもののほとんどがアメリカ陸軍航空隊に行き着いた。

## 開発
ノースロップは一時期ダグラスのもとで働いていたことから、1932年にダグラスの協力のもとでノースロップ社をダグラス社の一部所有子会社として設立した。1937年にノースロップはノースロップ社の経営から引退し、ノースロップ社はダグラス社に吸収された。
この吸収により、ノースロップ社が開発した機体はダグラス社に開発・生産が受け継がれた。このうちモデル8として開発されたA-17は、ダグラス社エルセガンド工場でさらなる改良が続けられた。改良型はモデル8Aと呼ばれ、そのうち5案目が開発続行となった。こうして生まれたのが8A-5である。

## 設計
8A-5は、1,200馬力（895 kW）のR-1820-87エンジンを搭載している。武装もA-17の派生型のうち最も強力なものに改められた。搭載量も拡大されたため、最大2,000ポンドの爆弾を運ぶことができた。
また、翼の形状は根本側がNACA 2215、翼端はNACA 2209である。

## 生産
カリフォルニア州にあるダグラス社エルセガンド工場で生産が行われた。

## 運用
1940年初頭、ノルウェー政府は36機の8A-5を注文した。1940年10月から1941年1月の間に完成した機体は、ノルウェーが既にドイツ軍に侵攻されて納入できなかったため、かわりにノルウェー陸軍航空部隊・空軍のために設置されたカナダ・オンタリオ州のトロントアイランド空港に設けられた訓練施設「リトル・ノルウェー」に送られた。
リトル・ノルウェーでの訓練では2機が失われた。訓練の需要を満たすため他機への置き換えが進み、残っていた34機はペルーに売却された。しかし、そのうち31機は第二次世界大戦の開始に伴って陸軍航空隊に取り戻された。この31機はA-33と指定されたうえでエンジンが換装され、訓練や標的曳航をはじめとする様々な任務に使用された。

## 運用者
ノルウェー
- リトル・ノルウェー

 ペルー
 アメリカ
- アメリカ陸軍航空隊

## 諸元
McDonnell Douglas Aircraft since 1920
| 制式名称     | A-33 |
| ------------ | --- |
| 全幅         | 14.55m |
| 全長         | 9.91 m |
| 全高         | 2.84 m |
| 翼面積       | 33.7 m2 |
| 翼面荷重     | kg/m2 |
| 自重         | 2,499 kg |
| 正規全備重量 | 3,901 kg |
| 最大離陸重量 | 4,173 kg |
| 発動機       | GR-1820-G205Aエンジン空冷星型9気筒（離昇1,200馬力）1基 |
| 最高速度     | 399 km/h（高度4,800 m） |
| 上昇限度     | 8,800 m |
| 上昇力       | 3,000 mまで5分48秒 |
| 武装         | 胴体前部：7.6 mm 機関銃4挺（携行弾数各500発） 翼下ガンポッド：13 mm 機関砲2門（携行弾数各200発） 後部銃座：7.6 mm 機関銃1挺（携行弾数1000発）                                                                 |
| 爆装         | 最大搭載量2,000ポンド 内部：爆弾倉に最大20個の20ポンド（9.1 kg）爆弾 外部：胴体下ハードポイント4基、外翼ハードポイント4基は最大500ポンド（230 kg）の爆弾を設置可能 8つすべてが100ポンド（45 kg）各1発設置可能 |

## 各型
8A-5
A-17の改良型。
A-33
8A-5からエンジンを換装したもの。

## 現存する機体
現在まで残っている機体は無い。